# Juniperus pfitzeriana
Juniperus pfitzeriana là một loài thực vật hạt trần trong họ Cupressaceae. Loài này được Späth P.A.Schmidt mô tả khoa học đầu tiên năm 1983.